# 이에치 비엘
이에치 푸르 비엘(영어: Yiech Pur Biel, 1995년 1월 1일 ~ )은 남수단 나시르 출신의 난민 육상 선수이다.
남수단 내전을 피해 케냐로 갔으며, 유럽 난민 위기나 남수단 내전 등으로 난민 선수들이 많이 발생하자 국제 올림픽 위원회(IOC)에서 난민 선수들을 별도의 선수단으로 출전시키기로 결정함에 따라 2016년 6월에 인구 12만 명의 아프리카 최대 난민촌이 있는 케냐 카쿠마에서 올림픽 육상 대표 선발전이 열렸는데 이때 맨땅을 맨발로 뛰면서 많은 난민들이 도전장을 던졌고, 남수단 출신 난민 5명이 리우행 티켓을 따게된것이다.